# 異人館

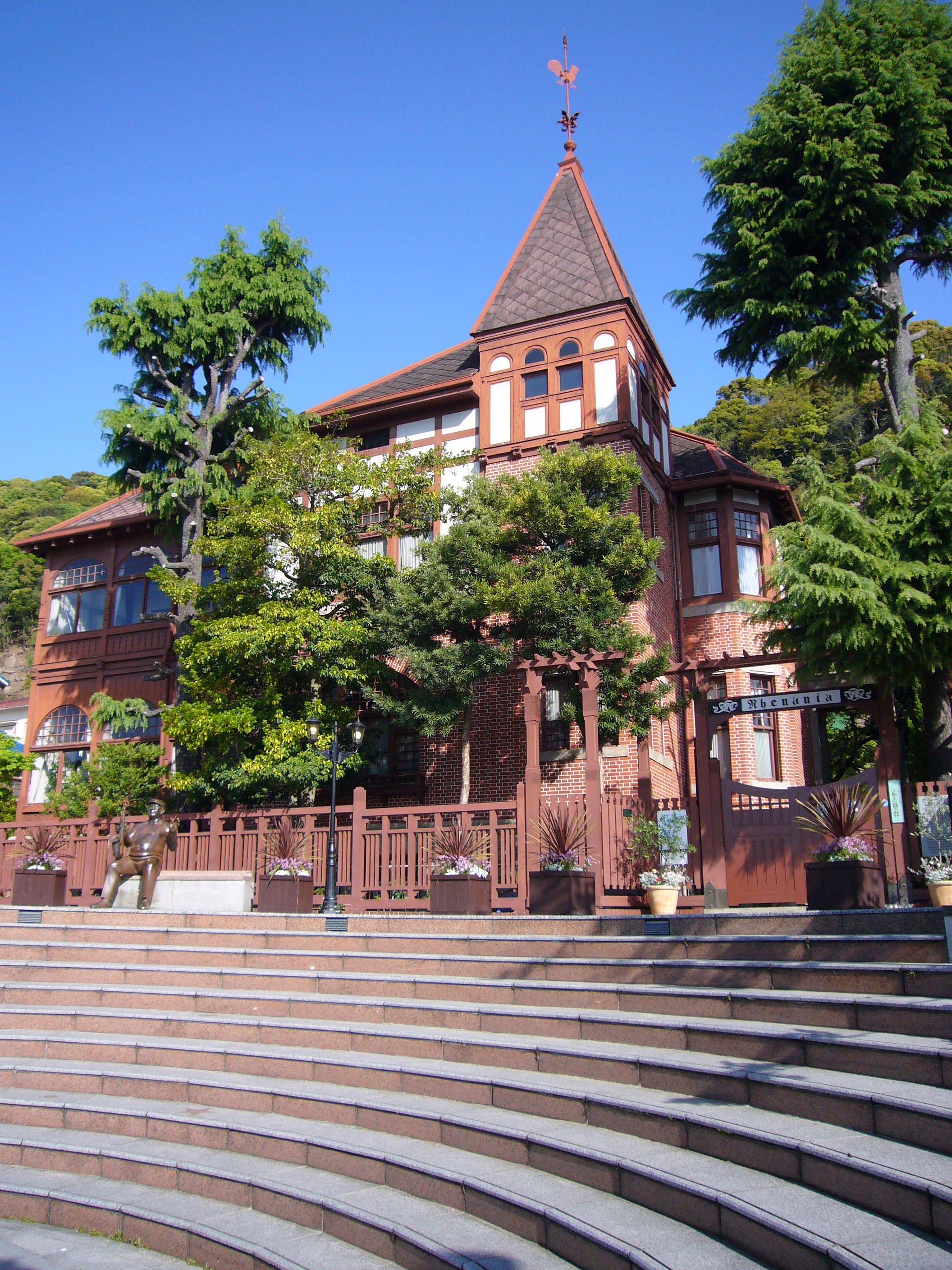
風見雞館，神戶市，1905年建

異人館是指在日本幕末到明治時代（主要是明治時代）外國人所居住的住宅。「異人」指的是異國之人，也就是外人（主要是歐美人）。

## 概要
從開國到明治初期，居住於日本的外籍居民原則上僅限於外僑。1899年以後，日本允許外籍居民在大陸混居，並在原外國人居留地以外的山上興建建築。其中屬神戶市和長崎市的異人館群最為知名。不過在橫濱市和函館市等地區，「異人館」一詞在當地並不常用。
長崎哥拉巴園的設計者不詳，但是由當地木匠建造的，這表明當地的日本工匠是最早採用西方建築技術的人士之一。活躍在神戶的英國建築師亞歷山大·納爾遜·漢塞爾則是在「異人館風格」中眾所周知的外國建築師。

## 日本各地的異人館
兵庫縣神戶市的北野町山本通集中了大量修建於明治和大正時期的西式建築物，在過去曾有許多外國人居住於此，目前該地區成為了觀光勝地。並在1980年被選為重要傳統的建造物群保存地區，被劃分為「港城」分類。
在1995年的阪神淡路大地震中，山本通約有30%的異人館被毀，仍有40多處異人館保存完好。目前「異人館通」也是山本通的別稱。
此外，在神戶市西部的JR鹽谷站的山手地區，被稱為詹姆斯山的50座異人館依然保存完好。這些主要是昭和初期英國商人歐內斯特·威廉·詹姆斯為外國人建造的住宅和別墅。目前許多外國人仍然居住在該地區。
位於長崎縣長崎市有包括以哥拉巴園等代表性的異人館，其中該城市的東山手地區和南山手地區也被指定為重要傳統的建造物群保存地區。此外，在九州、鹿兒島市等地還有異人館。
由於在關東大地震中受災嚴重，神奈川縣橫濱市在震前的異人館建築已所剩無，現在作為觀光路線的山手本通沿途仍存幾座西式建築，包括在關東大地震後建造，以及從其他地方搬遷過來的建築。
函館市由於在1907年（明治40年）發生過一場大火，大火過後只剩下英國和俄羅斯的領事館仍存留。

## 圖片

代表性建築
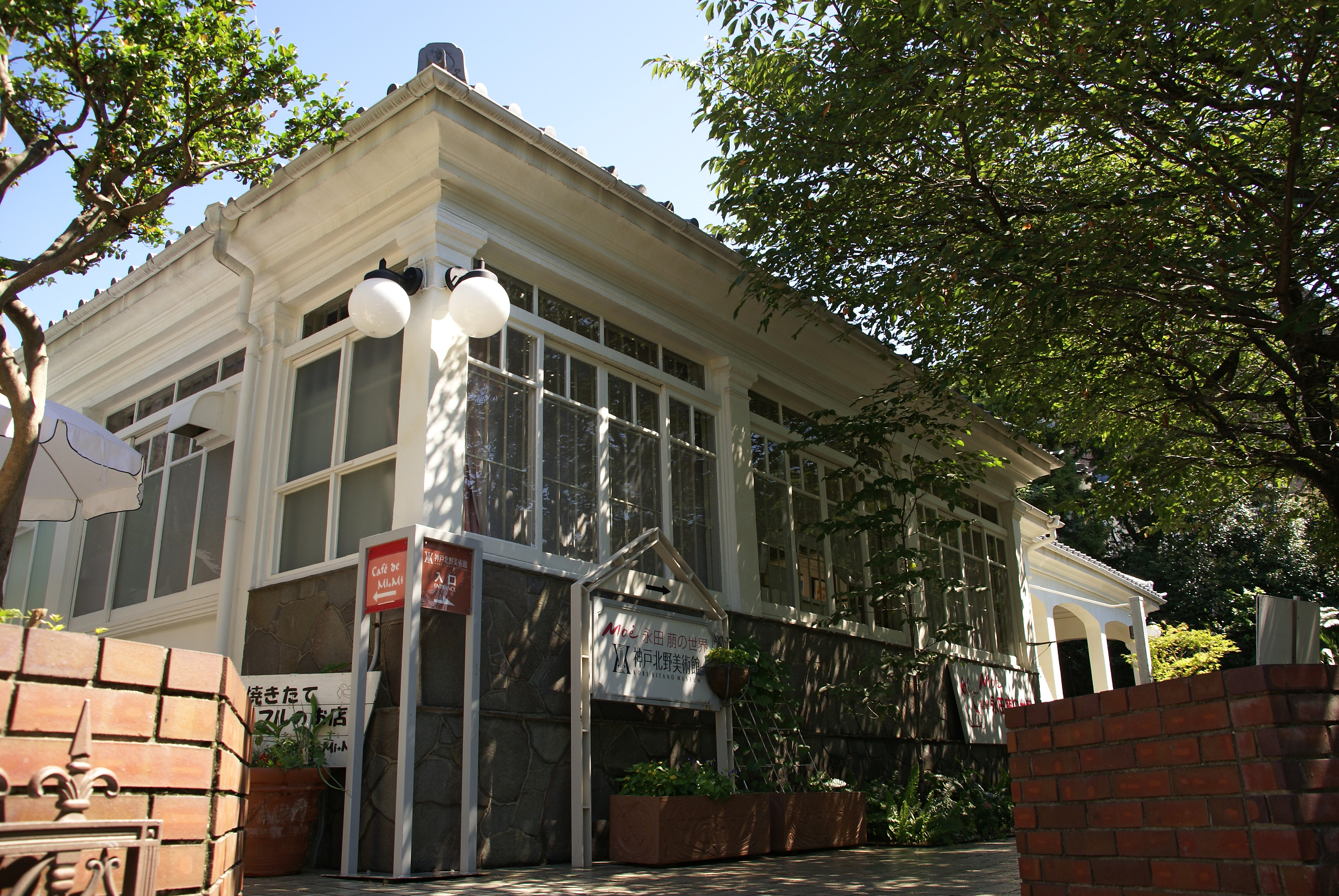
神戸北野美術館，神戸市 1898年建
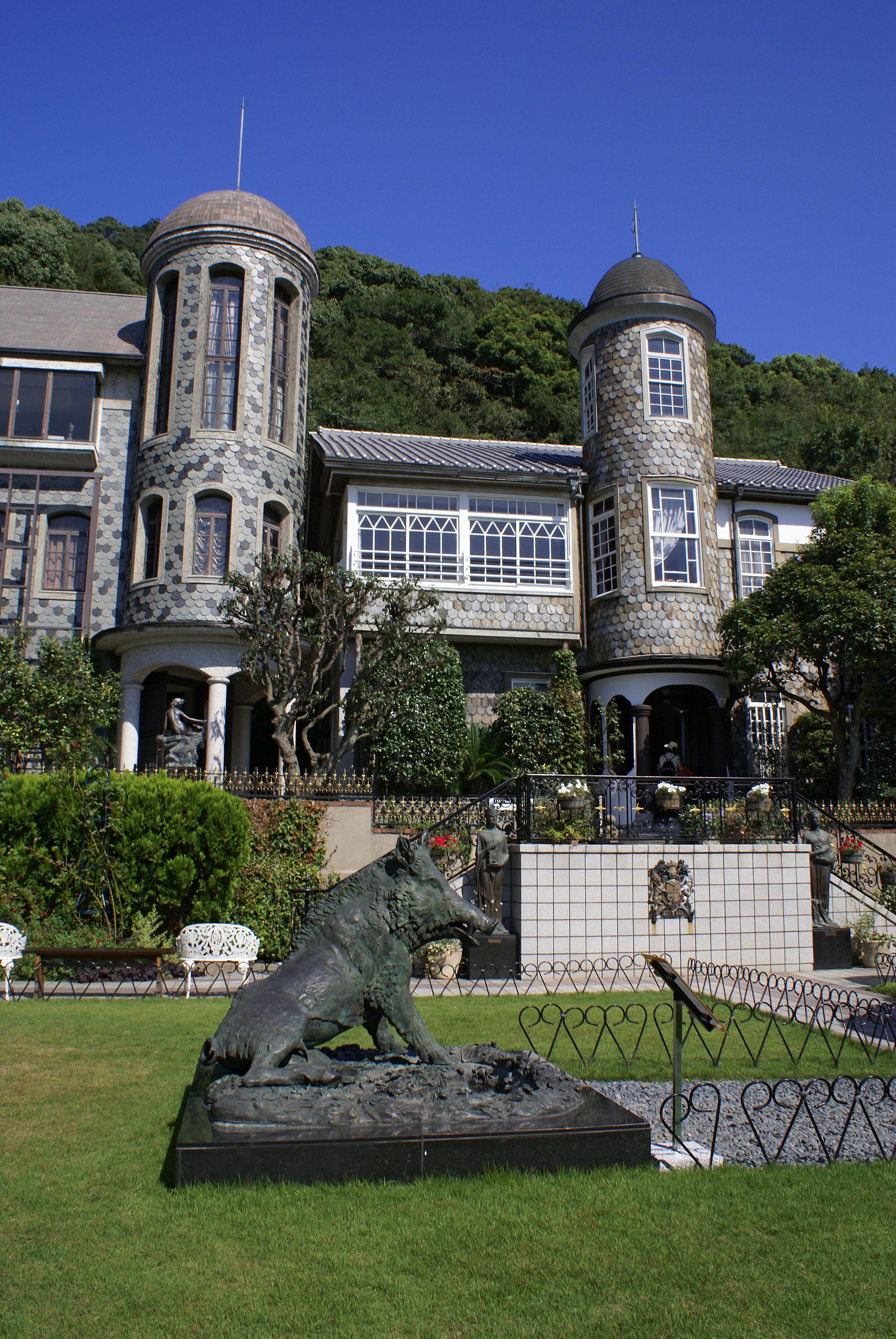
魚鱗之家·魚鱗美術館，神戸市 1905年建
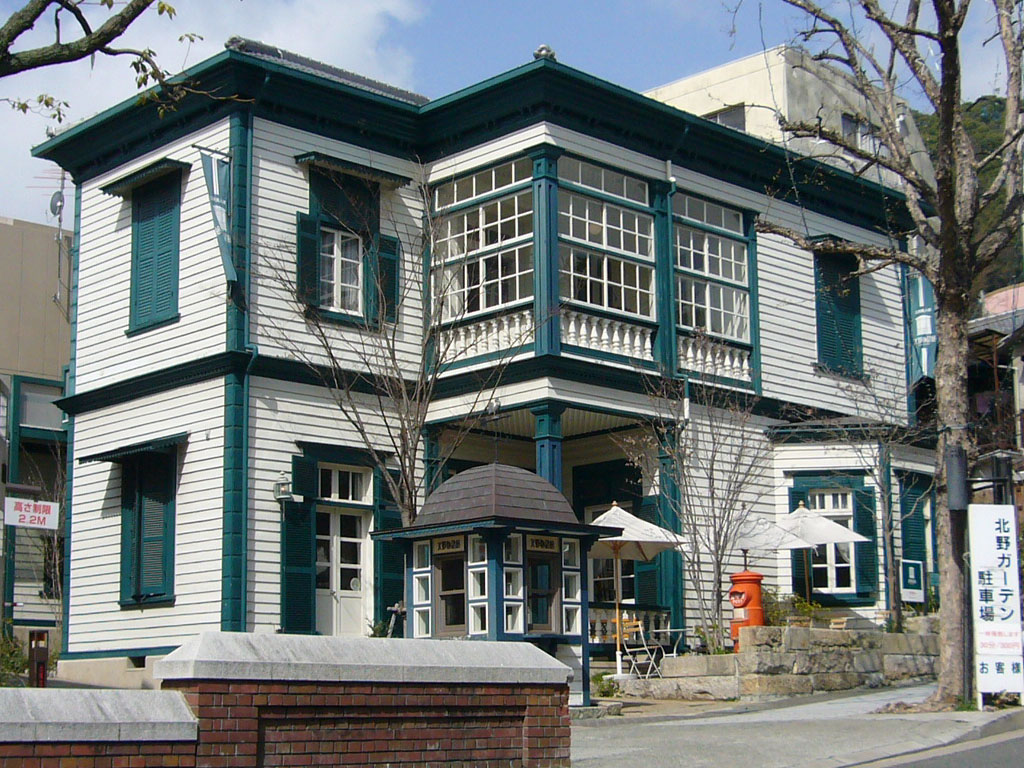
北野物語館, 神戸市 1907年建
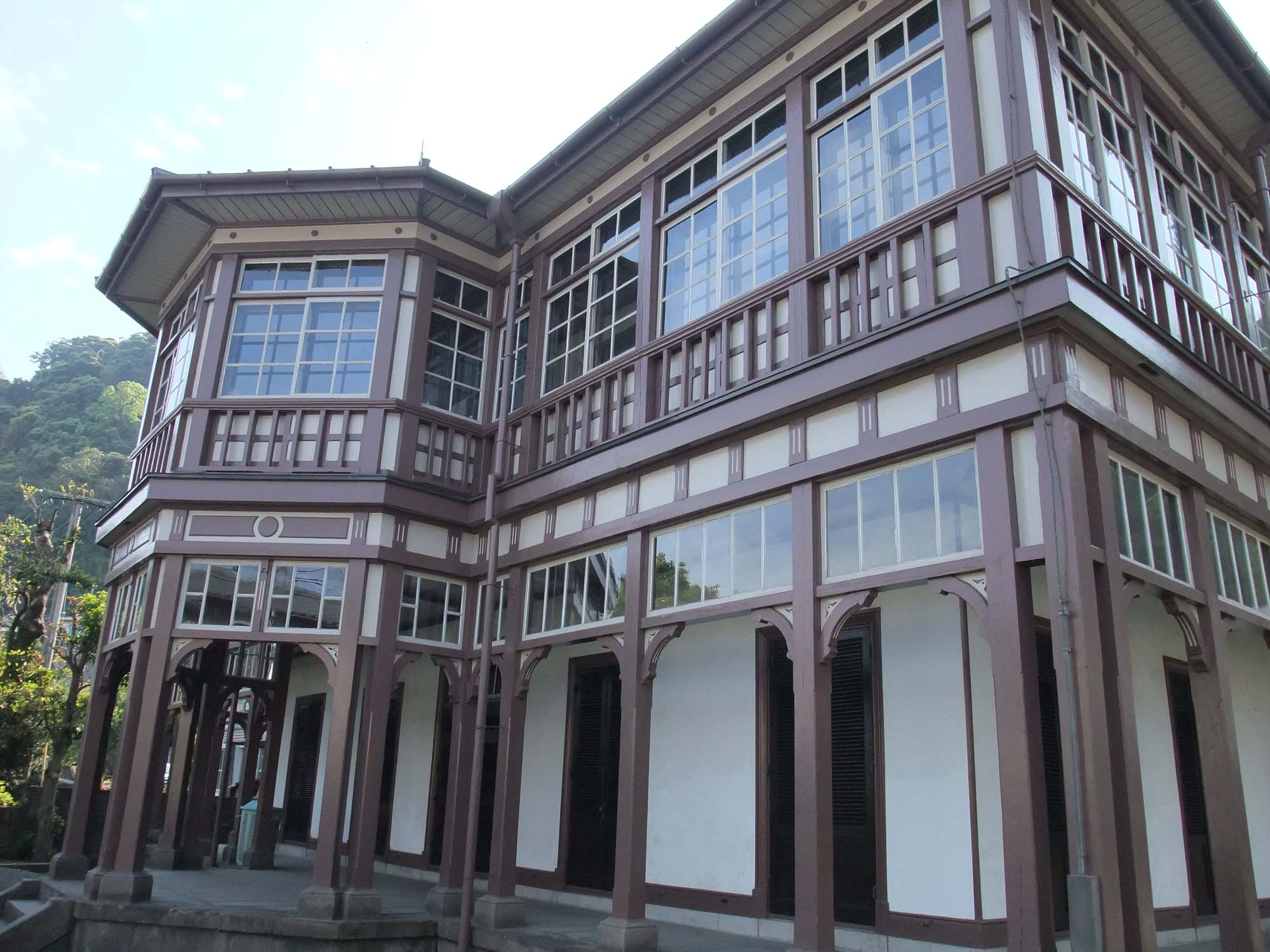
紡績所技師館, 鹿兒島市 1866年建

## 另見
- 洋樓
- 日本住宅
- 外国人居留地
- 旧居留地
- 阪神間現代主義